# 伊號第三十七潛艦
伊号第三七潜水艦是大日本帝国海軍的一艘伊一五型潜水艦。于第四次海軍補充計画中决定建造，在吴海軍工廠开工建造。1943年3月10日竣工。在太平洋战争被击沉。

## 战歴
就役後于6月8日其在印度洋执行通商破壊任務，击沉7艘輸送船和油船。在这种情况下，对击沉的船的船员进行射击。这是源于第八潜水战隊司令部的命令「艦船を撃沈して生じた捕虜はすべて処刑すべし（击沉船只，并对由此产生的俘虏全部处决）」。接着为进行偵察任務而进入非洲東岸的モンサバ港。因在印度洋的通商破坏作战中取得巨大战果而成为有名的战舰，在战時中的纪录电影「轟沈」中亦有登場。1944年因误触機雷而受到損傷、为进行修理活動而暂时休整。此后参与执行回天作战。

### 沉没
伊三七潜的结局县报告如下：
1944年11月8日从大津島基地出击，作为菊水隊的母艦潜水艦之一搭载了4具回天，目标是帕劳群岛コッソル海域水道中停泊的敵艦隊。回天首次作战是预订于11月20日攻撃ウルシー泊地的「菊水隊作戦」。11月19日早上，正当伊三七在帕劳本島北方进行反复上浮和潜行时被防潜網展開中的設網艦Winter Berry于08時58分发现。据报告美军护卫驱逐舰「コンクリン(Conklin)」和「マッコイ・レイノルズ(McCoy Reynolds)」于10時55分抵达現場附近。两舰以声纳开始探索，下午持续搜索，15時04分Conklin发现目标，McCoy Reynolds于15時39分发射了两轮Hedgehog，13发深水炸弹攻击之后没有发现効果，目標消失。16時15分Conklinが再度发现并开展攻击，发射Hedgehog并探测到一次小型的爆炸音（命中音？）。接着两轮Hedgehog和从艦尾传来的1轮深水炸弹攻击后没有了反应。但是正当McCoy Reynolds要再度进行深水炸弹攻击时，17時01分从海面确认到从水中传来的连续爆炸。其后再无任何反应，确定沉没。
此后，美军驱逐舰回收了漂浮至海面上的大量的木材和其他残片病推测并不是普通的被击沉，其沉没的原因可能是潜艇内部爆炸。可能是为了掩盖伊三七所搭載的新兵器回天而选择了自爆。
伊三七潜的乗員和回天攻击队隊員全員战死。
1945年3月10日，被认定战没并除籍。

## 脚注
1. ↑  高橋《神龍攻撃隊》118頁
2. ↑  高橋《神龍攻撃隊》130頁